# Ambassis interrupta
Ambassis interrupta és una espècie de peix pertanyent a la família dels ambàssids.

## Descripció
- Fa 12 cm de llargària màxima (normalment, en fa 5) i 12 g de pes.
- Línia lateral incompleta.
- 8 espines i 9-10 radis tous a l'aleta dorsal.
- 3 espines i 9-10 radis tous a l'aleta anal.[6][7][8]

## Depredadors
A Papua Nova Guinea és depredat per Megalops cyprinoides.

## Hàbitat
És un peix d'aigua dolça, salabrosa i marina, demersal, amfídrom i de clima tropical (19°N-23°S) que viu entre m de fondària.

## Distribució geogràfica
Es troba a l'Índia (incloent-hi les illes Andaman), Austràlia, Indonèsia, el Japó (incloent-hi les illes Ryukyu), Malàisia, la Micronèsia, Nova Caledònia, Palau, Papua Nova Guinea, les illes Filipines, Taiwan, Tailàndia i Vanuatu.

## Costums
És principalment diürn.

## Observacions
És inofensiu per als humans.